# Rosina Wachtmeister
Rosina Wachtmeister (Wenen, 7 januari 1939) is een Oostenrijkse kunstenares.
Wachtmeister groeide op aan het Oostenrijkse Attermeer. Op 14-jarige leeftijd emigreerde ze naar Brazilië waar ze beeldende kunst studeerde in Porto Alegre. Ze specialiseerde zich in collages met verschillende materialen. Nu nog verwerkt ze vaak zilver- en goudfolie in haar tekeningen. In haar werk spelen katten een belangrijke rol. De kat beeldt ze vaak af in combinatie met muziek.
Het vroege werk van Wachtmeister zijn gebeeldhouwde marionetten. Deze marionetten gebruikte ze in haar eigen poppentheater. In 1974 verhuisde Wachtmeister naar het Italiaanse Capena bij Rome. Sinds 1998 is ze als ontwerper in dienst bij porseleinfabriek Goebel in Oeslau, een stadsdeel van het Duitse Rödental.
Voor haar werk laat ze zich inspireren door de voor haar alledaagse dingen: de rust van Capena, de zon, haar katten en muziek.
Enkele voorbeelden van haar werk: 
- Sonatina per Due
- La Dolce Vita
- Waiting for the Concert
- Quatra Mains
- Casa Cantagalli
- l'Histoire du soldat
- Der blaue Harlekin